# 猿股
猿股（さるまた）は、腰から股のあたりをおおうズボン形の男子用下着。猿又、申又とも書く。さるももひき。西洋ふんどし。

## 概要
名前の由来に定説はない。日本古来の男性用下着である褌の対義語であり、男性用の短い下穿き一般を意味する古称・俗称、あるいはレトロニム的な呼称である。
洋式の下着が日本で一般化したのは大正時代後期からで、この頃に紹介されたのが、現代のボクサーブリーフに似た伸縮性のあるニット製の肌着であった。このため、当時のスタイルを継承したラクダ色のメリヤス地で、深い股上とある程度の股下を持つボクサー型の肌着をこう呼ぶことが多いが、股下のないブリーフ型や伸縮性のない生地のトランクスなどを猿股と称することもあり、形状や素材においてこれといった定義は存在しない。古くは女猿股といった用例も見られることから、いわゆる下着としての「パンツ」と同じ意味で使われていたとも考えられる。

## 歴史
ニット製の男性用肌着の歴史は、19世紀半ばに誕生した上下一体型の肌着であるユニオンスーツに遡る。当初はフランネル製であったユニオンスーツがメリヤスで作られるようになり、20世紀に入った1910年代あたりで上下ツーピースに分離した。
日本に導入された猿股は、これが第一次世界大戦を経て短パン丈になったものである。長さが膝下まである旧来のものは股引、ステテコと呼ばれ、こちらは下着とズボンの間に防寒用の中間着（いわゆる「ズボン下」）として穿かれるようになった。
下着の歴史は、通気性や快適性を求める方向に進み、現在のトランクスの原型となるキャラコ地の下着や、股下のないブリーフへと進化していく。そうした変化と共に猿股という言葉は陳腐化し、「パンツ」という表現に置き換わる形で使われなくなっていったが、元々が定義のない俗称であるため、これらを引き続き猿股と呼ぶ者も存在した。「男おいどん」に代表される松本零士の漫画に登場する主人公は青いストライプ柄のトランクス
を愛用し、これをサルマタと称している。